# Vladimir Trebici
Vladimir Trebici (n. 28 februarie 1916, Horecea-Mănăstirii, Cernăuți, Austro-Ungaria (azi, Ucraina) - d. 13 februarie 1999, București, România) a fost un demograf și sociolog român, membru titular (1992) al Academiei Române.
Recensământul din anul 1977 s-a desfășurat sub îndrumarea lui Vladimir Trebici, cel care a reprezentat România la Națiunile Unite și a condus mulți ani Secțiunea Demografică a ONU, ca o recunoaștere a valorii științelor de demografie și statistică românești. 

## Opera
- Mică enciclopedie de demografie, București, 1975.
- Demografia, Editura Științifică și Enciclopedică, București, 1979.
- Ce este demografia ?, Colecția "Știință pentru Toți", 1982